# Оніщенко Юрій Володимирович
Ю́рій Володи́мирович Оні́щенко (нар. 17 січня 1972, смт. Линовиця, Прилуцький район, Чернігівська область) — український дипломат. Надзвичайний і Повноважний Посол України.. Перший помічник Президента України (з 10 червня 2014 до 17 травня 2019).

## Освіта
У 1994 році закінчив Київський державний університет імені Т. Шевченка, історик, викладач історії; у 1998 році — Дипломатичну академію при МЗС України, магістр зовнішньої політики. Володіє англійською мовою.

## Кар'єра
Липень 1994 — червень 1996 — аташе відділу політичних питань ООН та її спецустанов Управління міжнародних організацій МЗС України.
Серпень 1996 — червень 1998 — третій секретар відділу політичних питань ООН та її спецустанов Управління міжнародних організацій МЗС України.
Серпень 1996 — серпень 1998 — слухач Дипломатичної академії при МЗС України.
Вересень 1998 — серпень 2002 — другий секретар по посаді першого секретаря Секретаріату Голови 52-ї сесії Генеральної Асамблеї ООН, другий секретар по посаді першого секретаря, другий секретар Постійного представництва України при ООН.
Серпень 2002 — травень 2003 — перший секретар відділу політичних питань Управління ООН та інших міжнародних організацій МЗС України.
Травень — вересень 2003 — перший секретар Секретаріату Державного секретаря МЗС України, перший секретар Секретаріату першого заступника Міністра закордонних справ України.
Вересень 2003 — квітень 2005 — керівник Секретаріату першого заступника Міністра закордонних справ України.
Квітень — вересень 2005 — радник відділу політичних питань Управління ООН та інших міжнародних організацій МЗС України, радник відділу ООН Департаменту ООН та інших міжнародних організацій МЗС України.
Вересень 2005 — листопад 2008 — радник Постійного Представництва України при ООН.
Листопад 2008 — серпень 2009 — заступник Постійного представника України при ООН.
Вересень — листопад 2009 — в.о. директора Департаменту секретаріату Міністра МЗС України.
Листопад 2009 — квітень 2012 — директор Департаменту секретаріату Міністра МЗС України.
29 лютого 2012 — 10 червня 2014 — Надзвичайний і Повноважний Посол України в Королівстві Норвегія.  
Протягом подій Революції Гідності (взимку 2013—2014 років) неодноразово заявляв, що він буде підтримувати Президента України Віктора Януковича, а коли майже півтори сотні українських дипломатів написали лист на підтримку української демократії, категорично заявив, що його підпису під цим листом не буде. Після початку російської агресії в Криму українське посольство на чолі із Ю.В.Оніщенком, за словами членів української діаспори в Норвегії, не робило нічого, щоб донести позицію України до громадськості Норвегії. 
2014–2019 — перший помічник Президента України Петра Порошенка.

## Сімейний стан
Одружений, має трьох доньок.

## Дипломатичний ранг
- Надзвичайний і Повноважний Посол (2014).